# Kurt Necker
Kurt Erich Necker (* 29. Dezember 1903 in Nürnberg; † unbekannt, nach 1968) war im Jahr 1946 Regierungspräsident des Regierungsbezirks Düsseldorf.

## Leben
Necker wurde als Sohn des Ingenieurs Karl Necker und dessen Frau Grete, geb. Bühler, in Nürnberg geboren. Nach dem Oberlyzeum in Metz (Reichsland Elsaß-Lothringen) besuchte er das Realgymnasium in Benrath, das er mit „O II-Reife“ 1920 verließ. Von April 1920 bis Ostern 1922 arbeitete er als „Volontär“ der Gemeindeverwaltung Benrath. Von April 1922 bis April 1923 besuchte er die städtische Verwaltungsbeamtenschule in Düsseldorf. Anschließend war er kurzzeitig bei der Stadt Düsseldorf beschäftigt. Zum Wintersemester 1923/1924 schrieb er sich an der Universität zu Köln ein, um im Hauptfach Volkswirtschaft und in Nebenfächern Sozialpolitik und Versicherungswissenschaft zu studieren. Nebenbei arbeitete er als Berg- und Hüttenarbeiter im Ruhrgebiet. 1930 beendete er seine akademische Laufbahn als Diplom-Volkswirt und Dr. rer. pol. mit der Dissertation Die Rationalisierung der Arbeit der mittleren Kommunalbeamten.
Laut eigenen Angaben trat er 1927 in die Sozialdemokratische Partei Deutschlands (SPD) ein und engagierte sich dort bis zum Verbot dieser Partei im Jahr 1933. Nach Anstellungen als wissenschaftlicher Mitarbeiter in mehreren Stadtverwaltungen Westfalens und Ostpreußens wurde er 1933 entlassen, weil sein letzter Arbeitgeber, der nationalsozialistische Hagener Oberbürgermeister Heinrich Vetter, ihn als politisch unzuverlässig einschätzte. Anbiederungsversuche und ein ungültiger Eintritt Neckers in die NSDAP zum 1. Mai 1933 änderten die Haltung Vetters nicht. Vetter machte auch politische Vorbehalte geltend, als sich Necker beim Regierungspräsidenten zu Potsdam, Ernst Fromm, für die kommissarische Übertragung einer Bürgermeisterstelle beworben hatte und Fromm sich bei Vetter über Necker erkundigte. Auch nicht in Königsberg, wo sich Necker ebenfalls beworben hatte, gab man ihm eine Stelle in der Verwaltung. So arbeitete er in den folgenden Jahren als Steinbruch-, Straßen- und Waldarbeiter, unterbrochen von witterungsbedingter Arbeitslosigkeit. Zum 1. Mai 1937 trat er der NSDAP bei (Mitgliedsnummer 5.776.070). Erst im Jahr 1938 gelang es ihm, eine Sachbearbeiterstelle für Rechtsangelegenheiten bei den öffentlichen Verkehrsbetrieben der Stadt Königsberg zu erhalten, die er bis 1939 innehatte. 1940 heiratete er und bekam zwei Kinder. Im Februar 1943 berief ihn die Wehrmacht ein, die er am Ende des Zweiten Weltkriegs im Rang eines Gefreiten verließ.

### Nach dem Zweiten Weltkrieg
Seit 1945 engagierte sich Necker wieder in der SPD, als Redner, Schulungsleiter und Funktionär. Am 28. Mai 1945 richtete er ein Schreiben an die britische Militärregierung in Schleswig-Holstein, in dem er unter Hinweis auf seine 1933 erfolgte Entlassung aus der Verwaltung der Stadt Hagen um Wiedereinstellung in den höheren Verwaltungsdienst bat. In einem Entnazifizierungsverfahren wurde er als „Entlasteter“ (Kategorie V) eingestuft. Vom 1. Juli 1945 bis zum 18. Februar 1946 bekleidete er eine Führungsposition als kommissarischer Landrat beim Kreis Südtondern in Niebüll, anschließend bis März 1946 als   regulärer Landrat. Die Ernennung Neckers zum kommissarischen Landrat durch den kommissarischen Oberpräsidenten der Provinz Schleswig-Holstein, Otto Hoevermann, wurde von der einheimischen Bevölkerung einschließlich der dänischen Minderheit als Affront kritisiert.
Robert Görlinger, der Vorsitzende der SPD-Fraktion im Rat der Stadt Köln, war im Begriff, Necker im März 1946 für die Stelle des stellvertretenden Oberbürgermeisters der Domstadt zu gewinnen, als Necker in die Funktion eines Regierungspräsidenten des Regierungsbezirks Düsseldorf berufen wurde. Am 16. April 1946 wurde er vom nordrheinischen Oberpräsidenten Robert Lehr, einem Mitbegründer der Christlichen Demokratischen Union (CDU), auf Wunsch der britischen Besatzungsmacht zum Regierungspräsidenten des wichtigsten preußischen Regierungsbezirks ernannt, obwohl Lehr starke Zweifel an der fachlichen und persönlichen Eignung Neckers geäußert hatte. Konrad Adenauer warf Lehr wegen der Ernennung Neckers später vor, durch eine SPD-freundliche Personalpolitik die Interessen der CDU vernachlässigt zu haben. In der neuen Stellung war Necker Nachfolger des bürgerlich-konservativen Eduard Sträter. Ihn hatten die Briten nach weniger als einem Jahr Behördenleitung zur Demission gezwungen.
Als Regierungspräsident hatte Necker mit zahlreichen Problemen zu tun. Eine extreme Raumnot gefährdete die Erledigung der Dienstgeschäfte seiner Behörde. Außerdem deuten eine Reihe von Vorfällen darauf hin, dass Necker als Behördenleiter wenig Geschick und Durchsetzungsvermögen an den Tag legte. Sie legen den Schluss nahe, dass etliche Mitarbeiter des Regierungspräsidiums unter seiner Führung weniger Disziplin und Engagement zeigten als sonst üblich. So fällt auf, dass er oft die Missachtung von Terminvorgaben und Anweisungen beklagte. Um gegen Unpünktlichkeit vorzugehen, ordnete er an, dass das Regierungsgebäude ab 8:30 Uhr morgens zu verschließen sei und jeder verspätete Bedienstete sich bei ihm persönlich zu melden habe.
Im Januar 1947 schrieb William Asbury, der britische Zivilgouverneur für Nordrhein-Westfalen, vertraulich an den nordrhein-westfälischen Ministerpräsidenten Rudolf Amelunxen, dass „Dr. Necker schwach ist, dass es ihm an Initiative und Kontrolle über seine Untergebenen fehlt. (…) Dr. Necker [sei] seiner Stellung als Reg.Präsident von Düsseldorf zu entheben, weil er seine Aufgaben während seiner Amtszeit nicht erfüllt hat.“ Wenige Monate später, am 4. August 1946, wurde Necker durch Kabinettsbeschluss aus „Gesundheitsgründen“ in den Ruhestand versetzt. Der nordrhein-westfälische Innenminister Walter Menzel hatte sich zuvor dafür ausgesprochen, Necker ein Rücktrittsgesuch nahezulegen. Menzel war es auch, der das SPD-Landtagsmitglied Kurt Baurichter als Nachfolger Neckers vorschlug. Nach dem Kabinettsbeschluss zur Entlassung Neckers in den Ruhestand wurde die von Necker verschwiegene NSDAP-Mitgliedschaft bekannt, worauf ihm mit Erlass vom 23. Dezember 1947 der Beamtenstatus entzogen und entsprechende Versorgungsbezüge eingestellt wurden. In einem jahrelangen Rechtsstreit um Wiedereinsetzung, den Necker sehr emotional führte, scheiterte er.
An der Diskussion einer Verwaltungsreform in Nordrhein-Westfalen, insbesondere an der Frage der Abschaffung oder Gestaltung der staatlichen Mittelinstanz der Verwaltung, wirkte Necker – zusammen mit den Regierungspräsidenten der anderen nordrhein-westfälischen Regierungsbezirke, Lude (Aachen), Fries (Arnsberg), Drake (Detmold), Warsch (Köln) und Hackethal (Münster) – im Mai 1947 durch die gemeinsam verfasste und vielbeachtete Denkschrift Leitgedanken zur Verwaltungsreform mit. Die britische Besatzungsmacht, die von einem angeblichen Konsens zur Abschaffung der Regierungsbezirke und ihrer Bezirksregierungen ausging, prüfte dieses Memorandum und sah in den Ausführungen der Regierungspräsidenten „the undesirable trends of traditional ‚Beamtentum‘, which these officials are evincing“ (den unerwünschten Hang zum traditionellen Beamtentum, welchen diese Amtsträger bekunden).